# Smash (TV-serie)
Smash eller S*M*A*S*H är en svensk TV-serie från 1990 i åtta avsnitt, regisserad av Hannes Holm och Måns Herngren.

## Handling
Einar Berg är Sveriges genom tidernas bäste tennisspelare. Han är känd för sin legendariska trippelfattade backhand (när bilden zoomas in ser man att han håller racketen med tre händer). Femton år efter att han avslutat sin proffskarriär gör han comeback på grund av ekonomiska problem. Tonåringarna Alex, Sigge och Teo har på olika sätt kommit med i en tennis-elitsatsning.
De fyra spelarna bildar tillsammans med managern Wallner och tränaren Börje seriens kärntrupp.

## Om serien
Enligt boken Tusen svenska klassiker var serien inspirerad av Team Siab, en elitsatsning som gjordes för unga svenska tennisspelare under 1980-talet.
Ledmotivet skrevs av Robert Jelinek och framfördes av The Creeps.
Serien hade premiär den 4 januari 1990. Den släpptes på DVD i Sverige den 28 oktober 2009.
Stjärnorna "*" mellan bokstäverna är en parodi på serien M*A*S*H.
I serien drivs ibland satiriskt med dåtidens politik, exempelvis bojkotten av apartheid-regimen i Sydafrika eller återföreningen av Öst- och Västtyskland. Även tidstypiska teman från skiftet 1980-tal/1990-tal blir kommenterade, såsom högavlönade elitidrottares rätt att strejka, sponsring av idrottare samt aktiehandel och kapitalinvesteringar. Då och då består scenerna av fysisk teater med rent kaos i slapstick-tradition och även metahumor förekommer. 
En gest som huvudrollsinnehavarna lanserade var schwicht. Uttrycks genom att forma höger arm och hand med sammanpressade raka fingrar till en fast båge med handflatan vänd mot sitt eget ansikte och sedan med start i midjehöjd - i relativt hög fart - föra handens raka fingrar mot sin egen panna samtidigt som man utbrister "Schwicht!", gärna flera gånger i rad.
Seriens logotyp skapades av Billy Adolfsson.

## Rollista
Huvudroller
- Alex Carlsson – Måns Herngren
- Teofil "Teo" Broström – Felix Herngren
- Sigurd "Sigge" Grönqvist – Peter Wahlbeck
- Einar Berg – Svante Grundberg
- Wallner, advokat – Sten Ljunggren
- Börje, tränare – Tomas Norström

### Övriga medverkande
Avsnitt 1 – "Va é de för set"
- Speakerröst - Björn Granath
- Sigges pappa - Anders Ahlbom
- Nyhetsreportern - Nils Edman (Aktuellt)
- Övriga röster - Tor Isedal, Tintin Anderzon, Ika Nord, Bengt Grive, Artur Ringart

Avsnitt 2 – "Fack Off"
- Portier - Claes Månsson
- Reportern - Bo Holmqvist (Rapport)
- Sportreportern - Bengt Grive (Sportspegeln)

Avsnitt 3 – "Den vita sporten"
- Portier - Claes Månsson
- Konsul Perm - Per Eggers
- Sekreteraren i Svenska vänföreningen i Sydafrika (Charlotte) - Lena-Pia Bernhardsson
- Överste (Axel) Sporrhane - Claes Thelander
- Fru Sporrhane - Birgitta Valberg
- Personalchef på Hm-Hm AB i Sydafrika - Johan Rabaeus
- TV-reportern - Inga-Lill Andersson (Rapport)

Avsnitt 4 – "God Jul"
- Sigges pappa - Anders Ahlbom
- Sigges mamma - Barbro Oborg
- Sigges syster (Carola) - Ika Nord
- Sigges bror (Gunde) - Claes Rosenberg[4]
- Alex pappa - Tor Isedal
- Alex mamma - Meta Velander
- Teos pappa - Peder Falk
- Teos mamma - Katarina Gustafsson
- Teos bror Nils - Martin Lindström
- Indiern - Anders Malmberg
- Mamman - Cecilia Nilsson

Avsnitt 5 – "Check out"
- Portier - Claes Månsson
- Städerska - Thomas Di Leva
- Mafioso 1 - Reine Brynolfsson
- Mafioso 2 - Bertram Heribertson
- Generalkonsul Perm - Per Eggers
- Cowboyen - Tom Younger

Avsnitt 6 – "Wow, håll käften!"
- Manager (Gerhart Brechner) - Loa Falkman
- Rådgivare - Carl Kjellgren
- Rådgivare - Rikard Wolff
- Rådgivare (Enrico) - Måns Herngren
- Einars brud 1 (Sussie) - Cia Berg
- Pengainsamlare (i eftertexterna "Proggaren") - Anna-Lena Brundin
- Vakt, Rosenbad (i eftertexterna "ABAB-vakten") - Claes Ljungmark
- Finansministerns sekreterare - Stellan Skarsgård
- Luftballongspilot - Peter Wahlbeck
- Einars brud 2 (Anna-Karin) - okänd
- Einars brud 3 - Sofia Wistam (ej omnämnd i eftertexterna)
- Affärsman - Carl Billquist

Avsnitt 7 – "Flygresan"
- Glenn Hysén (ej omnämnd i eftertexterna)
- Robert Prytz (ej omnämnd i eftertexterna)
- Alex flickvän - Irma Schultz
- Flygvärdinna 1 - okänd
- Kapare 1 (Enrico) - Per Holmberg
- Kapare 2 (Alice) - Tintin Anderzon
- Kapare 3 (Luigi) - okänd
- Passagerare - Johan Rheborg (ej omnämnd i eftertexterna)
- Flygkapten - Torsten Wahlund
- Andrepilot - Magnus Skogsberg (ej omnämnd i eftertexterna)
- Reseledare och flygvärdinna 2 - Gunnel Fred
- Henrik Sundström (ej omnämnd i eftertexterna)
- Jan-Olof Andersson (Expressen) (ej omnämnd i eftertexterna)

Avsnitt 8 – "TV-programmet"
- Portier - Claes Månsson
- Taxichauffören - Pierre Dahlander
- Elektriker, TV - Sune Mangs
- TV-producent 1 - Eva Remaeus
- Studiovärdinna - Ann-Louise Hanson
- Programledare - Björn Granath
- TV-producent 2 - Hannes Holm

## Avsnitt
| Serie Nr | Titel               | Regisserad av              | Manus av                   | Sändningsdatum   |
| --- | ------------------- | -------------------------- | -------------------------- | ---------------- |
| 1 | "Va é de för set"   | Måns Herngren, Hannes Holm | Hannes Holm, Måns Herngren | 4 januari 1990   |
| Sigurd 'Sigge' Grönqvist och Alexander 'Alex' Carlsson är två tonåringar som väljs ut för tennisträning av två halvskumma typer (Wallner, manager och Börje, tränare). Snart får de sällskap av en praktikant (Teofil 'Teo' Broström), som visar sig vara bra på tennis trots att han aldrig spelat, och Einar Berg, en åldrad före detta tennisstjärna. De fyra bildar en udda kvartett i tennisvärlden.                                                                                             |                     |                            |                            |                  |
| 2 | "Fack Off"          | Måns Herngren, Hannes Holm | Måns Herngren, Hannes Holm | 11 januari 1990  |
| Killarna är i London för att spela i Wimbledonmästerskapen. Alex upptäcker att prissumman (£ 500 000) är exakt samma som året innan, vilket betyder en fyraprocentig sänkning i reala termer, så han startar en fackförening för tennisspelare, och snart går alla spelarna ut i strejk. |                     |                            |                            |                  |
| 3 | "Den vita sporten"  | Måns Herngren, Hannes Holm | Hannes Holm, Måns Herngren | 18 januari 1990  |
| Killarna skickas till Sydafrika men Wallner ger dem inga pengar för att ta sig därifrån, eftersom han vill motivera dem att spela tennis och vinna pengar. Killarna inser dock att om de spelar tennis i Sydafrika under apartheidbojkotten blir de svartlistade, och försöker därför desperat tjäna pengar på andra sätt än att spela tennis, för att kunna ta sig hem. |                     |                            |                            |                  |
| 4 | "God jul"           | Måns Herngren, Hannes Holm | Hannes Holm, Måns Herngren | 25 januari 1990  |
| Killarna får ledigt en vecka över jul. Först är de överlyckliga men när Alex, Sigge och Teo kommer hem till sina familjer upptäcker de att det inte är så roligt längre. Sigges far kräver ersättning för alla utlägg sen Sigge var liten och Alex föräldrar vägrar tro att han har några pengar, och Teos föräldrar vill inte fira jul utan bara fortsätta sin vetenskapliga forskning. Einar tillbringar julen med att dricka.                                                                      |                     |                            |                            |                  |
| 5 | "Check Out"         | Måns Herngren, Hannes Holm | Hannes Holm, Måns Herngren | 1 februari 1990  |
| När killarna ska lämna sitt hotell i Rom, upptäcker de att Wallner inte har betalat för dem, så de tillåts inte checka ut. Fast på hotellrummet försöker de på olika sätt att tjäna pengar. Till slut får de ihop tillräckligt med pengar för att skicka ut en person till banken för att ta ut mer pengar, och de skickar Teo. Han lyckas ta ut pengar på en bank vid Piazza Navona men blir rånad i Passetto del Biscione. Det hela slutar med att Alex, Einar och Sigge bränner ner hotellrummet.  |                     |                            |                            |                  |
| 6 | "Wow, håll käften!" | Måns Herngren, Hannes Holm | Hannes Holm, Måns Herngren | 8 februari 1990  |
| Tränaren Börje visar killarna ett diagram på deras senaste träningsresultat och det visar sig att de är i kanonform, bättre än Mats Wilander och Boris Becker tillsammans. Detta ger dem superstarkt självförtroende och de vinner alla matcher de spelar. När de börjar tjäna en massa pengar, får Börje och Wallner sparken. De får problem med att göra av med alla pengar. Alex vill investera sina, Einar vill partaja, Sigge försöker göra något meningsfullt, medan Teo försöker ge bort sina. |                     |                            |                            |                  |
| 7 | "Flygresan"         | Måns Herngren, Hannes Holm | Hannes Holm, Måns Herngren | 15 februari 1990 |
| Killarna försover sig på ett plan till Stockholm och de måste skynda sig för att få biljetter från Wallner och hinna med nästa plan till Rom. Väl ombord upptäcker de att det är samma plan som de kom till Stockholm med (Teo hittar sina gympadojor som han glömde på planet) och snart upptäcker de att planet inte går till Rom, utan till Frankfurt. Allt löser sig när flygkapare begär att planet ska landa i Rom.                                                                             |                     |                            |                            |                  |
| 8 | "TV-programmet"     | Måns Herngren, Hannes Holm | Hannes Holm, Måns Herngren | 22 februari 1990 |
| Killarna är i Mexiko när de får ett telegram från Wallner med order om att åka direkt till Malmö. Sigge tror att de ska vara med i Här har du ditt liv, men det visar sig vara Snick-snackarna. Teo hypnotiseras mot sin nervositet med inte odelat positivt resultat. |                     |                            |                            |                  |